# The Comatose Quandaries
The Comatose Quandaries è il quarto album studio del gruppo musicale belga In-Quest, pubblicato nel 2005.

## Tracce
1. Diffuse Pattern Recognition – 5:04
2. Audiotoxic Binaries – 4:16
3. Socioneural Geneticism – 6:04
4. Cryotron Frequency – 3:50
5. The Frozen; Nuclear Aftermath – 6:39
6. The Comatose Quandary – 4:17
7. Warpath – 4:01
8. Systematic Arhythmetic Hate – 4:59
9. Operation; Citadel – 4:38 – traccia bonus
10. Sigmoid Signal – 5:18
11. Resilient Androtronic Carnage – 7:26

## Formazione
- Gert Monden - batteria
- Douglas Verhoeven - chitarra
- Miqe Löfberg - voce
- Manu Van Tichelen - basso
- Jan Geenen - chitarra